# Quartado 2
Quartado 2 – drugi album jazz-rockowego zespołu Quartado wydany w roku 2019. Album prezentuje osiem autorskich kompozycji; cztery J. Rejnowicza, dwa M. Wądołowskiego i po jednym K. Kozłowskiego i T. Łosowskiego.

## Lista utworów
Źródło:.
1. „Szadeljana” – 8:16
2. „Supergrover 3.0” – 6:48
3. „Mr. Gwizdala” – 6:17
4. „Our Constallation” – 9:30
5. „Cinammon Tea” – 7:54
6. „Warrior” – 7:42
7. „Needles” – 3:32
8. „Johny’s Dream” – 11:17

## Autorzy
Źródło:.
- Jan Rejnowicz – instrumenty klawiszowe
- Marcin Wądołowski – gitara
- Karol Kozłowski – gitara basowa
- Tomasz Łosowski – perkusja